# آسایشگاه مسلولین
آسایشگاه مسلولین (انگلیسی: The Sanitarium) یک فیلم کوتاه کمدی آمریکایی است که در سال ۱۹۰۹ منتشر شد.

## بازیگران
- راسکو آرباکل
- نیک کاگلی
- جرج هرناندز